# Benefactivus
A benefactivus egy   nyelvtani eset. A benefactivusban álló főnév a cselekvésnek, történésnek az a részese, aki annak a haszonélvezője, vagy a vesztese. Sok nyelvben ezt a funkciót nem önálló nyelvtani eset hordozza, hanem – mint például a németben –  a dativus .(Bármíly furcsa: a német “neki” lopja el a könyvet és nem „tőle“) A  baszk mégis a -(r)entza(t) suffixumot  alkalmazza a dativus helyett, amelynek ragja a -ri. Más nyelvekben is van benefactivus, mint például a kecsuában.
Példa a baszk nyelvből:
| liburu-a                         | lagun-entza-ko                  | da  |
| a könyv                          | barát benefaktivus-relationalis | van |
| „A könyv egy barát számára van.“ |                                 |     |

## Fordítás
- Ez a szócikk részben vagy egészben  a   Benefaktiv című német Wikipédia-szócikk fordításán alapul.  Az eredeti cikk szerkesztőit annak laptörténete sorolja fel. Ez a jelzés csupán a megfogalmazás eredetét és a szerzői jogokat jelzi, nem szolgál a cikkben szereplő információk forrásmegjelöléseként.